# Parti de la liberté du Kurdistan
Pour les articles homonymes, voir Parti de la liberté.
Le Parti de la liberté du Kurdistan  (en soranî : پارتی ئازادیی کوردستان (Partî Azadî Kurdistan); en kurmancî: Partiya Azadiya Kurdistanê, abrégé PAK) est un mouvement politique et militaire kurde formé en 1991 en Iran.

## Historique
Affaibli par des années de combats contre l'armée iranienne, le PAK remonte en puissance à partir de 2014. Cette année-là, le groupe intervient en Irak pour combattre l'État islamique. Ses combattants bénéficient alors d'équipements fournis par la  coalition et sont entraînés par les Américains, les Français et les Britanniques. Le chef du PAK, Hussein Yazdanpana, ne cache alors pas que son objectif après la défaite des djihadistes est de retourner ses forces contre le régime iranien. Le PAK est également soutenu par le Gouvernement régional du Kurdistan irakien, dont les relations sont tendues avec Bagdad et Téhéran.